# Edward Quinan
General Sir Edward Pellew Quinan, KCB, KCIE, DSO, OBE, född den 9 januari 1885, död den 13 november 1960, var en brittisk general. Han deltog i första världskriget vid striderna  Frankrike och Mesopotamien. Han var överbefälhavare för de brittiska styrkorna i Irak och det var han som ledde de brittiska trupperna som störtade den tyskvänlige diktatorn Rashid Ali al-Gaylanis regering som tagit makten i en statskupp kort tidigare, och ersatte den med en probrittisk regering 1941 i Anglo-irakiska kriget. Han deltog även i striderna i Syrien och Libanon då brittiska och fria franska styrkor störtade de tyskvänliga Vichyregimerna i länderna. Han planerade även invasionen av Persien då shahn Reza Pahlavi störtades och ersattes av sin son Mohammed Reza Pahlavi.
År 1943 blev han chef för de brittiska styrkorna i Nordvästra Indien. Senare samma år så började Quinan lida av högt blodtryck vilket han hade gjort på slutet av 30-talet. Han pensionerades och han flyttade tillbaka till Storbritannien, där han levde i stillhet tills han avled 1960.